# Кінетична архітектура

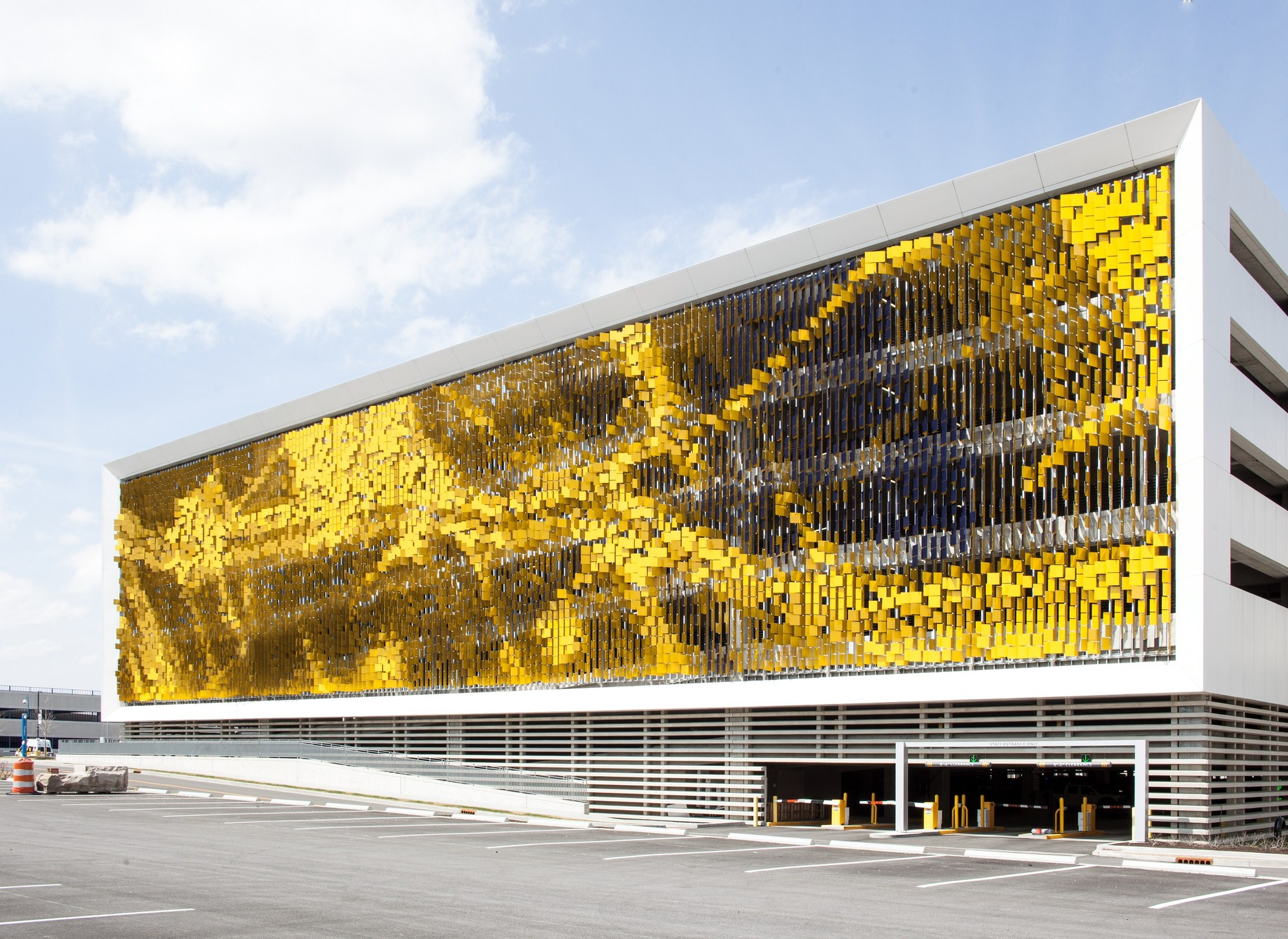

Шаблон:Архітектурний стиль
Кінетична архітектура — інноваційний напрям сучасної архітектури. Це рух споруди або її частин під впливом природних чи штучних сил. По-іншому, кінетичну архітектуру можна назвати динамічною. В основі цього напряму домінує рух.
Як сказав Крістоф Баудер, один із прихильників та першопочатківців кінетичної архітектури: «Кінетична архітектура є наступним кроком до створення нашого оточення. Архітектура завжди була відома як статична, тверда і важка. Архітектура в майбутньому буде адаптуватися до наших потреб і очікувань, оскільки, зміна — постійний процес нашого часу. Нашому оточенню необхідна здатність змінюватись».

## Історія
Рухливі архітектурні елементи були відомі ще з часів Середньовіччя: потрапити в замок, оточений ровом, було можливо тільки за допомогою підйомного мосту. Це перші приклади застосування рухомих елементів в архітектурі. Однак в тому, що стосується будівель зі складною інженерною кінетичною системою, перші розробки з'явилися тільки в XX столітті, коли розвиток техніки досяг відповідного рівня. Саме тоді кінетична архітектура виявилася в центрі уваги авангардистів, правда, поки лише як красива теорія. Архітекторів авангарду приваблювала в першу чергу теорія, краса ідеї, а технічні можливості рухомих будинків на практиці їх не дуже цікавили.
У 40-ві роки експерименти з рухомими частинами будівель продовжилися в Америці та Радянському Союзі, на жаль, ці досліди залишилися на папері. Почало з'являтися багато проектів з натяками на кінетичнуархітектуру, але жоден так і не реалізувався.
Лише останні 15–20 років «Архітектура, що рухається» почала реалізовуватись і набула неабиякої популярності.

## Причини використання кінетичних елементів
1. Дослідити можливості природної енергії в будівництві. Перетворення сонячного світла і повітряних потоків в рушійну силу архітектури в таких масштабах стало можливо тільки в останні 10 років, і це тісно пов'язано з розвитком будівельних технологій і дизайну. Сьогодні кінетика застосовується не тільки у видовищній архітектурі: рухливі елементи зустрічаються і змінюють нахил в сходах і підлогах, пандусах, сонячних батареях і вітряних млинах.
2. Природна потреба людини в постійній зміні навколишнього середовища. Навіть, найкращі твори архітектури, при щоденному перебуванні поряд з ними, втрачають ефект неочікуваності. Людське око потребує постійних змін. Цю ідею обіграв архітектор Роб Лей в своєму будинку «Травень — Вересень».
3. Крім потужного екологічного посилу, кінетична архітектура невіддільна від видовищності. Недарма першими по-справжньому великими проектами з використанням кінетики стали стадіон Veltins-Arena з розсувним дахом, побудований на початку двотисячних в Німеччині, і знаменитий стадіон «Уемблі» в Лондоні, відкритий в 2007 році.

## Два типи кінетичної архітектури

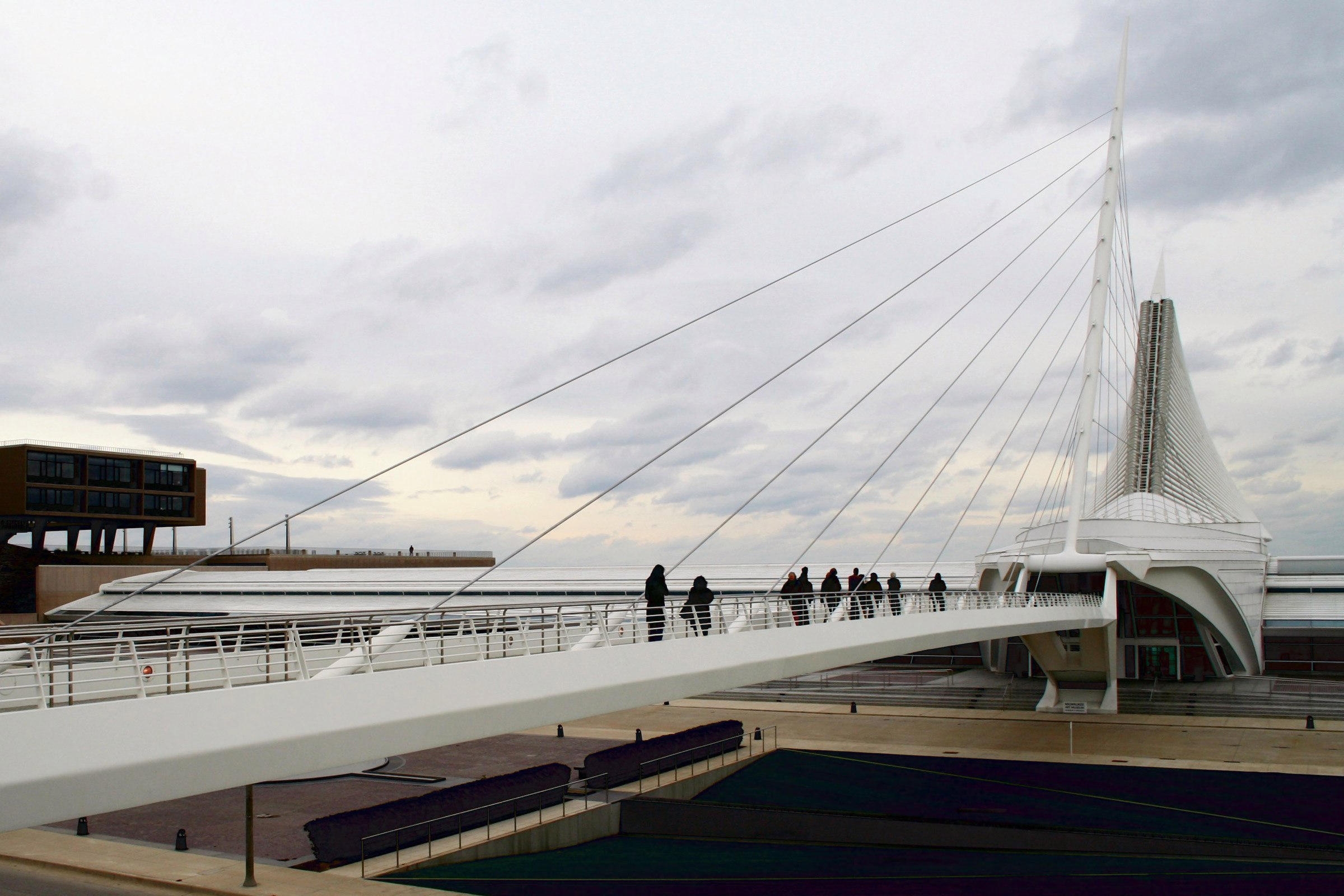

Динамічний (рухомий) каркас — це два в одному: ефект видовищності та регулювання енергії в будинку. Синонімом динамічного каркаса став Музей мистецтв в Мілвокі з розсувним дахом на фотоелементах за проектом легендарного Сантьяго Калатрави. Ще один із прикладів — хмарочос Девіда Фішера, ідею якого він запатентував ще в 2004 році. Це 80-поверхове диво архітектури, що обертається, нікого не залишить байдужим. Будівля являє собою збірну конструкцію з сталевих, алюмінієвих конструкцій, нанизаних на бетонний стрижень. Завдяки обертанню поверхів будівлі навколо своєї осі турбіни, розташовані між поверхами, ловлять вітер, перетворюючи його енергію в електрику. Планується, що в різний час будівлі будуть змінювати форму, за добу повертаючись на 180 °.
Динамічний (рухомий) фасад — порівняно нове явище в архітектурі, яке виникло як наслідок динамічного каркаса. Основна ідея рухомого фасаду — створити комфортний мікроклімат в приміщеннях і сформувати неповторний видовищний образ будівлі. Кінетичні фасади в останні роки набули шаленої опулярності. Найяскравіші приклади:
1. Динамічний фасад Kiefer technic showroom
2. Кінетичний фасад від компанії Soma
3. Адаптивний фасад веж AlBahr
4. Кінетичний фасад для Університету зв'язку та дизайну будівлі Південної Данії
5. Дитячий музей Пітсбург, 2004 р.